# Oman

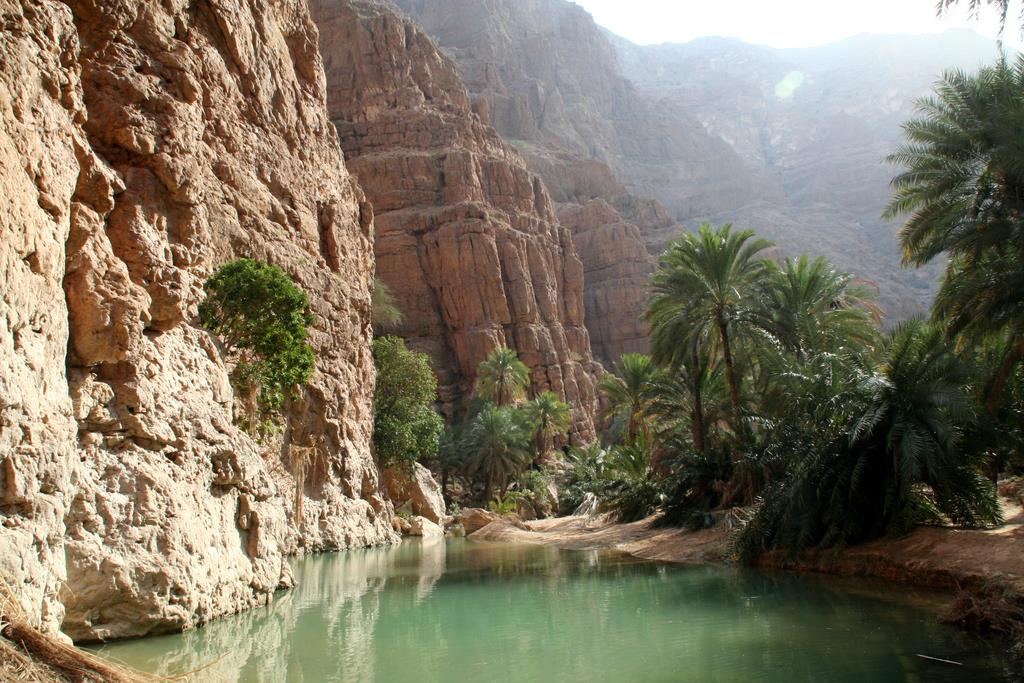
Wadi Shab

Oman (uitspraak: [oˈmɑn] of [oˈman]), officieel het Sultanaat Oman (Arabisch: سلطنة عُمان , Salṭanat ʿUmān), is een sultanaat in Zuidwest-Azië, met als hoofdstad Muscat. Het land is gelegen aan de zuidoostkust van het Arabische Schiereiland. Het grenst aan de Verenigde Arabische Emiraten in het noordwesten, Saoedi-Arabië in het westen en Jemen in het zuidwesten. De oppervlakte beslaat 309.500 km². Tot 9 augustus 1970 stond het bekend als Muscat en Oman.
Het land is lid van de Arabische Liga en van de Samenwerkingsraad van de Arabische Golfstaten.

## Geschiedenis
De islam bereikte Oman al heel vroeg, het maakte deel uit van het Kalifaat van de Rashidun dat opgevolgd werd door de Omajjaden en de Abbasiden.
Al eeuwenlang is Oman een centrum voor handelaars. In 1508 werd de belangrijkste havenstad, Muscat, door de Portugezen bezet. Van het 150-jarig verblijf van de Portugezen zijn veel sporen in het land achtergebleven, zoals de forten en oude Portugese huizen in Muscat en Muttrah. Kleine delen van Oman werden van 1659 tot 1741 voor korte duur door de Ottomanen bezet. De Nederlandse VOC had tussen 1672 en 1675 een handelspost in Muscat. In 1741 werden de Turken verdreven door Achmed Ibn Said, die een dynastie van sultans heeft gevormd waarvan de huidige sultan nog steeds afstamt.
Vroeg in de 19e eeuw groeide Oman uit tot een grote machtsfactor, met bezittingen in Perzië, Beloetsjistan en Zanzibar. Als grootmacht knoopte het land in 1801 diplomatieke betrekkingen aan met Groot-Brittannië. De Britten maakten gebruik van de interne verdeeldheid binnen de leidende Omaanse familie en namen geleidelijk het feitelijke gezag over. Het rijk verbrokkelde en de buitenlandse gebieden gingen verloren met als laatste Zanzibar in 1890. Oman werd in 1891 een Brits protectoraat en bleef dit tot 1971.
Sultan Said Bin Taimur regeerde het land van 1932 tot 1970. Onder zijn bewind was er nauwelijks sprake van enige ontwikkeling van infrastructuur, gezondheidszorg of onderwijs. De Britten poogden de sultan te overtuigen van de noodzaak het land te ontwikkelen en open te stellen voor buitenlanders, maar met teleurstellende resultaten. In 1970 werd de sultan door zijn enige zoon, sultan Qaboes bin Said Al Said (regeerperiode 1970 - 2020), afgezet. De slavernij werd afgeschaft en hij veranderde de naam van het sultanaat in Oman. Na het onderdrukken van soennietische opstandelingen in Dhofar, in het uiterste zuiden van Oman, startte de sultan met een vernieuwingsproces; scholen, ziekenhuizen, infrastructuur en irrigatieprojecten werden gebouwd. Onder Qaboes en dankzij de inkomsten uit olieproductie is de economische situatie van het land enorm verbeterd. Bovendien leeft het land in vrede met alle andere landen van het Midden-Oosten. Qaboes bin Said Al Said overleed op 10 januari 2020 en werd opgevolgd door zijn 65 jaar oude neef Haitham bin Tariq Al Said.

## Geografie

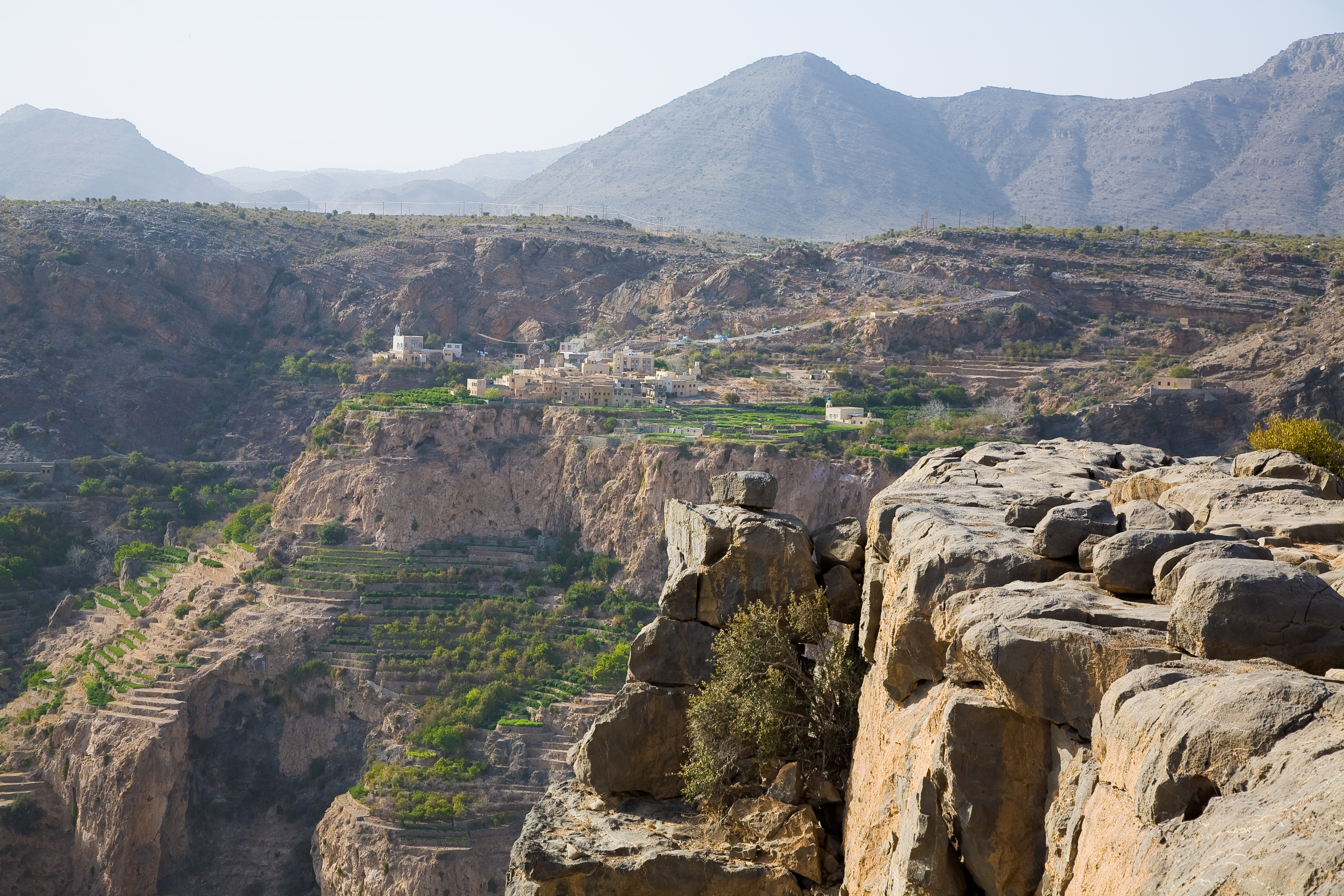
Het massief Djabal Achdar.

Oman ligt in de zuidoosthoek van het Arabisch schiereiland. Het land ligt tussen 16°40' en 26°20' NB én 51°50' en 59°40' OL. De kustlijn heeft een lengte van 1700 kilometer en loopt langs de Indische Oceaan, de Arabische Zee, de Golf van Oman en ten slotte via de strategisch belangrijke Straat van Hormuz naar de Perzische Golf.
Het Hadjargebergte of Omangebergte is een bergketen in het noordoosten van Oman op ongeveer 50 tot 100 kilometer van de Golf van Oman. Het centrale deel van het gebergte wordt gevormd door het massief Djabal Achdar, dat het hoogste en meest woeste deel van het land vormt. De hoogste berg is de Jabal Shams die tot 3000 meter reikt.
Musandam is een schiereiland en een exclave van Oman met als hoofdplaats Khasab. Musandam ligt aan de Straat van Hormuz en hier bereiken de hoogste bergen zo'n 1800 meter.
De grootste steden van Oman zijn:
- Muscat, 85.000 inwoners (agg. meer dan 500.000 inwoners)
- Suhar 91.000
- Rustaq 66.000
- Nizwa 63.000
- Sur 60.000 inwoners
- Salalah 156.530 inwoners

Het klimaat is divers met vochtige kuststreken en droge warme binnenlanden. In de woestijn kan de temperatuur in de zomer oplopen tot 54 °C. Juni kent de hoogste gemiddelde temperatuur van 36 °C. De neerslag is beperkt en onregelmatig. In het zuiden profiteert Dhofar van de moesson vanuit de Indische Oceaan tussen juni en september. Een temperatuurverschil van ruim 10 °C tussen het zuiden en het oosten van het land is niet ongewoon. De meeste westerse toeristen bezoeken het land tussen oktober en april, maar bezoekers uit de regio geven de voorkeur aan het regenseizoen.
| Maand                           | jan  | feb  | mrt  | apr  | mei | jun | jul | aug | sep | okt | nov | dec  | Jaar |
| ------------------------------- | ---- | ---- | ---- | ---- | --- | --- | --- | --- | --- | --- | --- | ---- | ---- |
| Gemiddelde temperatuur (°C)     | 22   | 22   | 25   | 30   | 34  | 36  | 34  | 32  | 32  | 30  | 26  | 23   | 28,9 |
|                                 |      |      |      |      |     |     |     |     |     |     |     |      |      |
| Neerslag (mm)                   | 12,7 | 25,4 | 15,2 | 17,8 | 7,6 | 0,0 | 0,0 | 0,0 | 0,0 | 0,0 | 7,6 | 12,7 | 99   |
| Bron: Weather.com: Weer in Oman |      |      |      |      |     |     |     |     |     |     |     |      |      |

## Bevolking

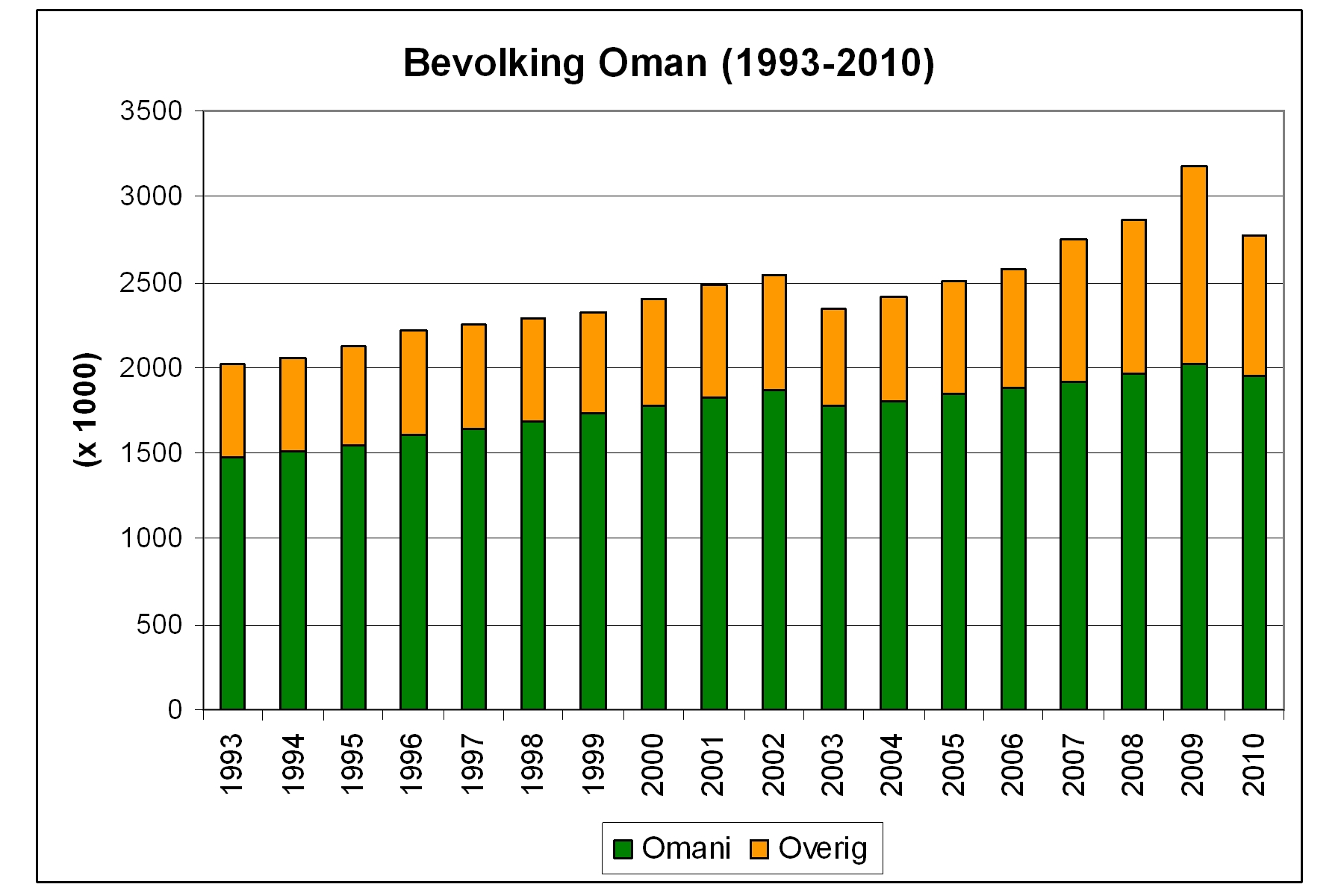
Bevolking Oman

Er leven 4.664.844 (2019) mensen in Oman. De bevolkingscijfers variëren overigens per bron; volgens de volkstelling van Oman in 2010 waren er in totaal 2.773.479. Ongeveer 30 procent van de bevolking is gastarbeider. Oman is - met gemiddeld 9 inwoners per vierkante kilometer - een van de dunst bevolkte landen ter wereld; in de kustvlakte met de Golf van Oman in Muscat en Al Batinah woont ongeveer de helft van de totale bevolking. De bevolking groeit echter snel en zal waarschijnlijk elke 20 jaar verdubbelen.
De bevolking bestaat hoofdzakelijk uit Arabieren die in stammen georganiseerd zijn. Zo stammen de meeste Omani’s af van de Azd en de Nizary. De Azd kwamen uit Jemen en de Nizary uit de regio Nadjd in Saoedi-Arabië. De traditionele stammenstructuur is de gehele geschiedenis door bewaard gebleven en pas onder de heerschappij van sultan Qaboes (1970-2020) is het volk verenigd. Ondertussen ontstonden er in de loop der eeuwen veel meer stammen, maar de meerderheid in Oman behoort nu tot de Bani Hinawi-stam (kustbewoners) en de Bani Ghafiri-stam (bedoeïenen).
Er leven nog verschillende andere bevolkingsgroepen in Oman. De zogenaamde Zanzibari’s zijn nakomelingen van Omani’s die vroeger naar Zanzibar trokken. Sinds 1970 zijn er velen weer teruggekeerd. Ze spreken naast het Arabisch ook Swahili. Gastarbeiders komen voornamelijk uit Pakistan, India, Bangladesh, de Filipijnen en Sri Lanka en werken vooral in de dienstverlenende sector. De meeste Europeanen, vooral Britten, maar ook Nederlanders werken bij banken of hebben andere hooggekwalificeerde functies, onder meer in de olie-industrie. In het zuidelijke Dhofar wonen o.a. Arabieren afkomstig uit Jemen, nomadische Jebali’s en verschillende bergstammen. In Musandam wonen de Shihuh met Perzische en Arabische voorouders.

### Religie

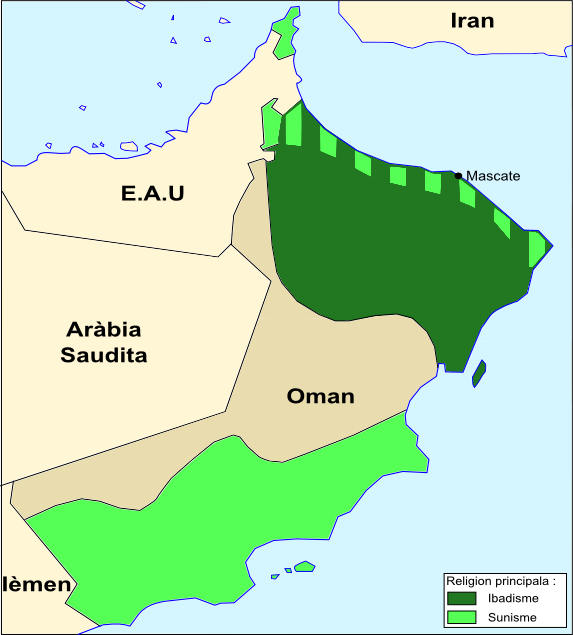
Religie in Oman
Ibadisme
soennisme

Oman is het enige land ter wereld waar de meerderheid, 75%, van de bevolking de ibadistische stroming binnen de islam aanhangt. Voorts volgt 24% van de bevolking het soennisme. Een zeer kleine minderheid van nog geen 1% hangt het sjiisme aan.
Onder de grote groep buitenlanders, die er meestal als gastarbeiders te werk gesteld zijn, treft men vooral hindoes (15%) en christenen. De katholieken van Oman ressorteren onder het Apostolisch vicariaat Zuid-Arabië.

## Staatsinrichting en politiek
Sultan Qaboes bin Said Al Said was tot zijn dood op 10 januari 2020 het staatshoofd, de premier, de minister van Defensie, minister van Buitenlandse Zaken en opperbevelhebber van de strijdkrachten. Zijn neef Haitham bin Tariq Al Said volgde hem op.
Oman is een absolute monarchie. De sultan vaardigt alle wetten uit. Het land heeft geen grondwet, maar heeft wel een basiswet.
De sultan wordt geadviseerd door de Majlis van Oman. De majlis bestaat uit twee kamers: de lagere Adviesgevende Raad (Majlis al-Shura) en de hogere Staatsraad (Majlis al-Dawla). De 84 leden van de Adviesgevende Raad worden elke vier jaar gekozen door de Omaanse bevolking. De 58 leden van de Staatsraad worden door het staatshoofd benoemd.
In 2011, volgend op protesten (Arabische Lente), heeft de sultan toezeggingen gedaan om de majlis meer bevoegdheden te geven.
In oktober 2011 vonden de recentste verkiezingen plaats. Oman kent geen politieke partijen en de kandidaten worden op persoonlijke titel verkozen. Vrouwen hebben zowel actief als passief kiesrecht.

### Bestuurlijke indeling

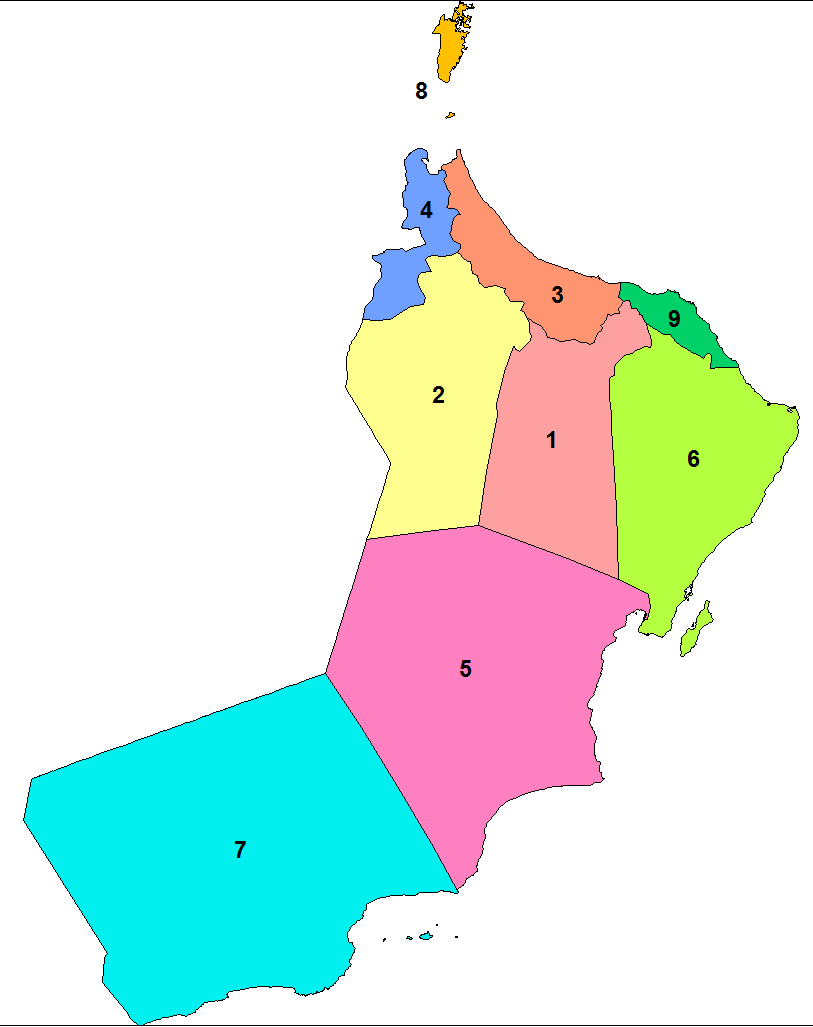
(1) Ad Dachiliyah, (2) Az Zahirah, (3) Al Batinah North EN Al Batinah South, (4) Al Buraimi, (5) Al Wusta (6) Ash Sharqiyah South EN Ash Sharqiyah North, (7) Dhofar, (8) Musandam en (9) Muscat

Oman is sinds oktober 2011 onderverdeeld in elf gouvernementen (muhafaza, mv. muhafazat). Deze zijn op hun beurt onderverdeeld in districten (wilayat).

## Economie

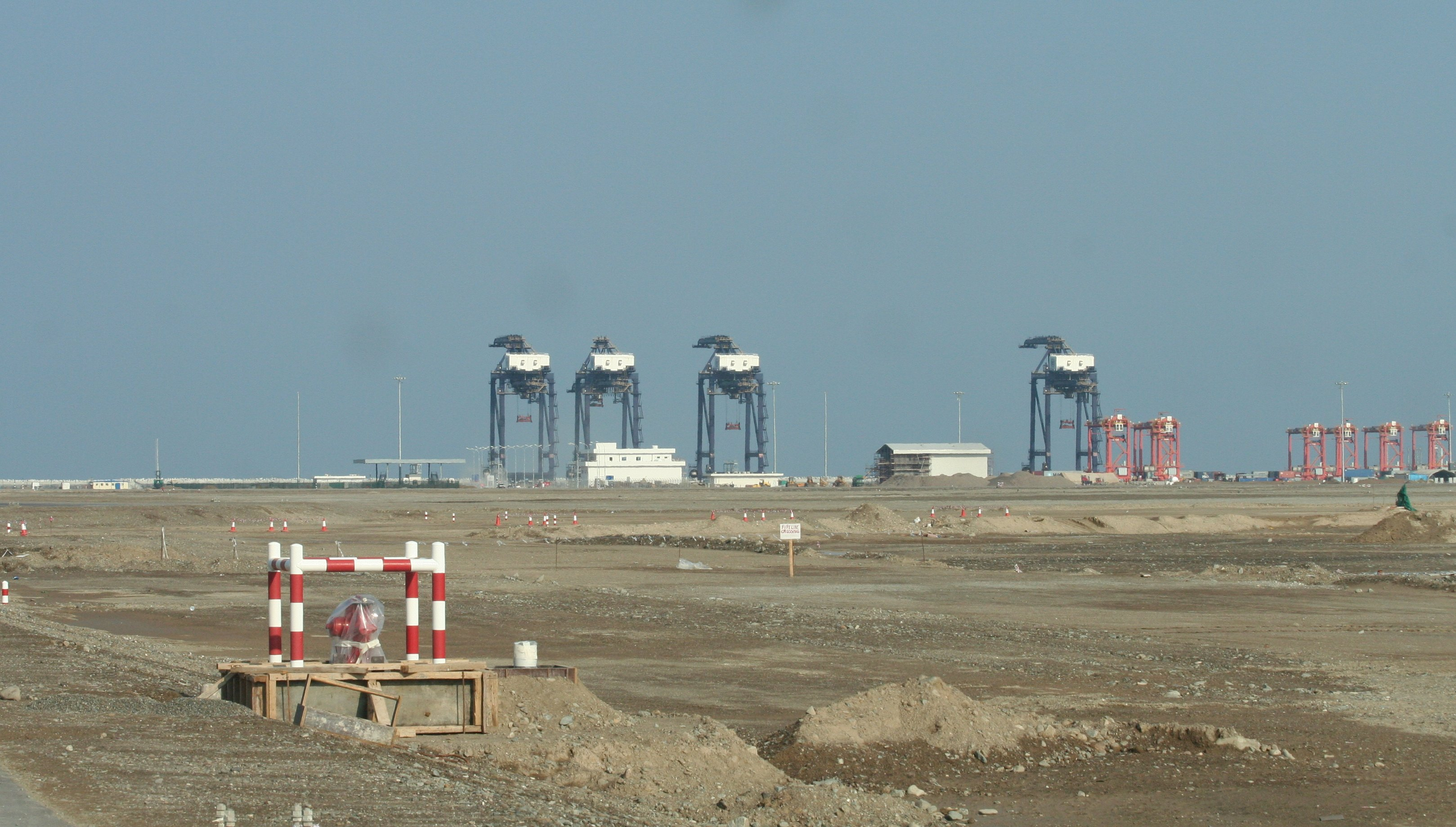
De haven van Sohar

Aan het einde van de jaren 40 van de twintigste eeuw was landbouw de belangrijkste economische activiteit. De belangrijkste landbouwgebieden lagen in de omgeving van Djabal Achdar en in Dhofar. Landbouwproducten die veel werden verbouwd waren gierst, tarwe, gerst, abrikozen, vijgen en koffie. Oman staat van oudsher bekend om de dadels; het was in het verleden het voornaamste uitvoerproduct. In Dhofar werd aan veeteelt gedaan. De visserij was vooral langs de Golf van Oman actief en ook aan parelvisserij werd gedaan. De industrie had amper betekenis.
In 1925 werd een geologische studie gedaan naar olie in het land maar zonder resultaat. Medio jaren dertig nam de belangstelling toe door grote vondsten in Saudi-Arabië. De sultan Said Bin Taimur verleende een concessie voor 75 jaar aan de Iraq Petroleum Company (IPC). Koninklijke Olie had 23,75% van de aandelen IPC in handen. IPC had de activiteiten in het land ondergebracht in een aparte organisatie, de Petroleum Development (Oman and Dhofar) Ltd. Vanwege het moeilijke werkterrein, een ontbrekende infrastructuur en een onveilige binnenlandse situatie werd pas in 1956 voor het eerst geboord bij Fahud. Deze put was droog. Zes jaar later werd bij Yibal wel olie aangeboord en in 1967 werd de eerste olie geëxporteerd. Langzaam maar zeker werden nieuwe velden aangeboord en in 1975 produceerde Oman zo'n 340.000 vaten olie per dag. Dankzij de sterke stijging van de olieprijzen in 1973 kreeg de Omaanse overheid de financiële middelen om in 1974 een belang van 60% te nemen in de nationale oliemaatschappij.
De economie van Oman is sterk afhankelijk van de olie-industrie. In 2010 was bijna 30% van het bruto binnenlands product (bbp) afkomstig uit deze sector. Deze bijdrage kan sterk schommelen als een gevolg van fluctuaties in de olieprijs die op de internationale markt wordt bepaald. Omaanse olie werd in 2010 tegen een gemiddelde dollarprijs van 76,6 per vat verkocht, een stijging van 35% in één jaar. Voor de overheidsinkomsten ligt dit aandeel zelfs op 80% en hetzelfde percentage geldt voor het aandeel van aardolie en aardgas in de exportopbengsten. De belangrijkste exportmarkten van Oman, exclusief olie en gas, zijn de Verenigde Arabische Emiraten, India en Saudi-Arabië. De belangrijkste handelspartners met betrekking tot de importen zijn de Verenigde Arabische Emiraten, de Verenigde Staten en Japan.

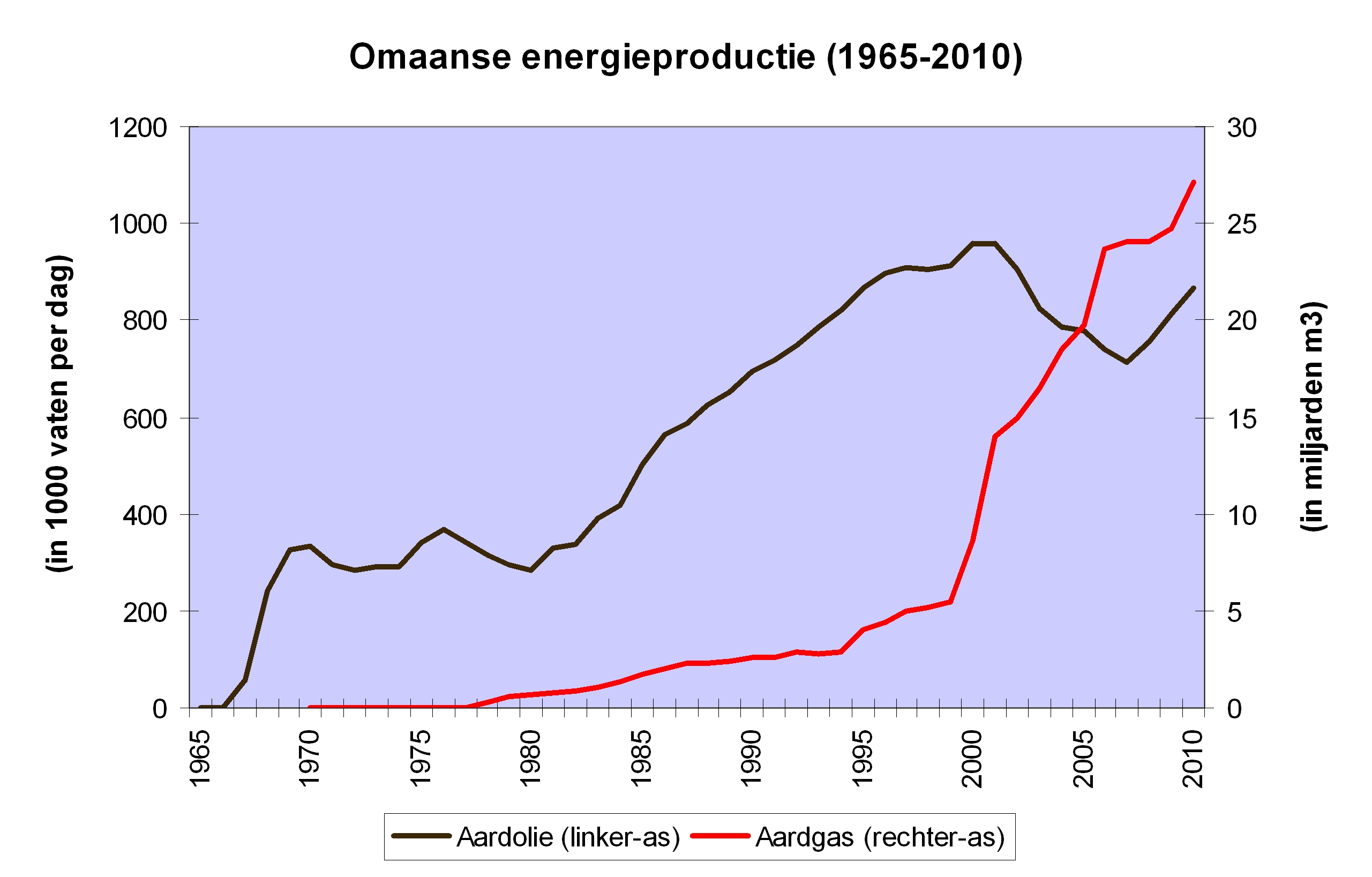
Omaanse olie- en gasproductie in 1965-2010

Oman beschikt over grote oliereserves. Per eind 2010 werden de reserves getaxeerd op 5,5 miljard vaten en dat is voldoende om het huidige productietempo nog 17 jaar vol te houden. In de periode 2000 tot en met 2010 schommelde de productie tussen de 715.000 en 960.000 vaten olie per dag. In 2010 werden zo'n 865.000 vaten olie per dag naar boven gehaald; dat is gelijk aan 1% van de mondiale olieproductie. De Volksrepubliek China was met een aandeel van ruim 40% de grootste klant van Omaanse olie in 2010 gevolgd door Japan en India. De aardgasreserves werden geschat op 700 miljard kubieke meter per ultimo 2010. In de afgelopen tien jaar is de productie verdrievoudigd tot 27 miljard kubieke meter aardgas in 2010. Het aardgas wordt voornamelijk gebruikt voor de elektriciteitsopwekking in het land en een deel wordt als lng geëxporteerd. Oman LNG is de beheerder van de enige installatie voor het maken van vloeibaar aardgas. Het staatsbedrijf Petroleum Development Oman (PDO) is de grootste olie- en gasproducent van het land. Naast de Omaanse overheid, met een belang van 60%, is Shell ook een groot aandeelhouder in PDO met 34% van de aandelen.
In 2014 produceerde het land 74 miljoen ton olie-equivalent (Mtoe), 64% olie en 36% gas. Dat was veel meer dan nodig voor de energievoorziening, het TPES (total primary energy supply): 24 Mtoe. Het land exporteerde 50 Mtoe fossiele brandstof.
Van de energie ging ongeveer 6 Mtoe verloren bij conversie, vooral elektriciteitsopwekking met olie en gas. 2 Mtoe werd gebruikt voor niet-energetische producten zoals smeermiddelen, asfalt en petrochemicaliën. Voor eindgebruikers resteerde 16 Mtoe waarvan 2,2 Mtoe = 26 TWh elektriciteit.
De uitstoot van kooldioxide was 60 megaton, dat is 14 ton per persoon. Het wereldgemiddelde is 4,5 ton per persoon.

### Transport
Oman lag tot 1970 zeer geïsoleerd. Na 1970 gaf sultan Qaboes bin Said Al Said hoge prioriteit aan de modernisering van het land en de verbetering van het transportnetwerk. Het land telt twee grote luchthavens waarvan de internationale luchthaven Muscat International Airport de belangrijkste is. Dit is tevens de thuisbasis van de nationale luchtvaartmaatschappij Oman Air. Bij Salalah in Dhofar ligt een belangrijk regionaal vliegveld.
Voor transport over zee is de haven bij Muscat de bekendste. Bij Salalah ligt een belangrijke haven voor de overslag van containers en bij Sohar werd in 2004 een nieuw haven- en industriecomplex geopend. Het Havenbedrijf Rotterdam is de partner bij het beheer en de ontwikkeling van de haven van Sohar. Bij Ad Duqm wordt een haven-industrieel complex gebouwd met nadruk op petrochemie. In de plaats is een scheepswerf gebouwd met dokken die de grootste schepen aankunnen. In 2014 wordt een nieuwe luchthaven geopend en dit helpt het toersime in Al Wusta ontwikkelen. Voor het transport van aardolie en aardgas van de velden naar de belangrijkste verbruikcentra en exporthavens ligt bijna 8000 kilometer aan pijplijnen. Het wegennet is ruim 50.000 kilometer lang waarvan iets meer dan de helft geasfalteerd; er zijn verschillende autosnelwegen. Het land heeft geen bevaarbare rivieren en nog geen spoorwegen.
Begin 2013 heeft Oman een nationale spoorwegmaatschappij opgericht. Er waren al plannen om spoorwegen in het land aan te leggen, waaronder deelname aan de Golfspoorweg, maar deze worden geconcretiseerd. De maatschappij zal de eerste fase van de bouwplannen overzien. Deze plannen voorzien in vier spoorlijnen tussen Sohar en de hoofdstad Muscat (242 km), van Muscat naar Ad Duqm (486 km) en twee kortere lijnen beide vanaf Sohar naar Al Ain (136 km) en naar Khatmat Malaha (58 km) allebei gelegen op de grens met de Verenigde Arabische Emiraten. Inclusief kleinere aanvullende trajecten komt de totale lengte uit op 1061 kilometer. Dit dubbelspoornetwerk voor vracht- en passagierstreinen past in de afspraken gemaakt voor de Golfspoorweg.

## Sport
In Oman worden enkele wielerwedstrijden gehouden. Sinds 2010 vindt jaarlijks de Ronde van Oman plaats en sinds 2021 de Ronde van Salalah, in de regio Dhofar. Daarnaast wordt sinds 2023 de Muscat Classic, als eendaagse wedstrijd, rond de hoofdstad georganiseerd.